# 쌍이문동천
쌍이문동천(雙里門洞川)은 남산에서 발원해 청계천으로 흘러들던 하천이다. 준천사실에는 쌍이문동급남소문동지수(雙里洞及川水南小門洞之水)로, 한경지략에는 쌍이동천수(雙里洞川水)로, 동국여지비고에는 쌍이문동(雙里門洞)으로 되어 있다. 두음법칙에 의하여 쌍리문동천 또는 쌍리동천이라고도 하며, 오장동을 지나 오장천(五壯川)이라고도 부른다. 지금은 복개되었다.

## 과거의 다리
조선 시대의 쌍이문동천의 다리 목록이다.
- 석교(石橋) : 쌍림동 173번지에 있었으며, 돌로 만들어졌기 때문에 이런 이름이 붙었다.[2]
- 어청교(於淸橋) : 광희동1가 296번지와 오장동 193번지 사이에 있었으며[2], 어교(漁橋) 또는 언청다리라고도 불렸다.[3]
- - : 을지로6가 18번지에 있었으며, 서울지도에 표시만 되어 있어 이름은 알 수 없다.[3]